# Sminthopsis psammophila
El ratón marsupial del desierto o dunnart del desierto (Sminthopsis psammophila) es una especie de marsupial dasiuromorfo de la familia Dasyuridae endémica de Australia.

## Características
Es un pequeño marsupial carnívoro. Es una de las especies más grandes y más raras del género Sminthopsis. Tiene un color gris u ocre.

## Hábitat y distribución
Vive en dunas de arena, especialmente cerca de pastos de gramíneas del género Spinifex.
Se encuentra disperso en cuatro zonas áridas de Australia: 
- Cerca del Lago Amadeus (Territorio del Norte).

- En la península de Eyre (Australia Meridional).

- En Las dunares de la región de Yellabinna (occidente de Australia Meridional).

- En el borde suroeste del Gran Desierto de Victoria.